# أمازون لاب126
أمازون لاب126 (بالإنجليزية: Amazon Lab126)‏ (تُعرف أحيانًا باسم لاب126) (ومعناها حرفيا: المختبر 126) هي شركة أمريكية متخصصة في الأبحاث والتطوير وعتادأجهزة الكمبيوتر والتي تمتلكها شركة أمازون. تأسست في عام 2004 من قبل جريج زيهر، الذي كان يشغل سابقاً منصب نائب رئيس قسم هندسة الأجهزة فيشركة بالم، ومقره في سانيفيل ، كاليفورنيا. والمعروفة على نطاق واسع بتطويرها لمنتج أمازون كيندل  الخاص بالقراءة الإلكترونية والأجهزة اللوحية.
كما تقوم Lab126 بتطوير برمجيات سهلة الاستخدام وعالية متكاملة من المنتجات البرمجية الاستهلاكية لخدمة عملاء أمازون.

## وصلات خارجية
- الموقع الرسمي لـ Lab126